# ایوانو مارسکوتی
ایوانو مارسکوتی (ایتالیایی: Ivano Marescotti؛ ‏ ۴ فوریهٔ ۱۹۴۶ – ۲۶ مارس ۲۰۲۳) بازیگر اهل ایتالیا بود.
از فیلم‌ها یا برنامه‌های تلویزیونی که وی در آنها نقش داشته‌است، می‌توان به شاه آرتور، آقای ریپلی بااستعداد، هانیبال، مخصوصاً یکشنبه، قطعات نمایشی کوتاه، هیولا، هیچ‌کجا مثل خانه نیست و گانگستر اشاره نمود.